# Neuville-les-Dames
Neuville-les-Dames és un municipi francès situat al departament de l'Ain i a la regió d'Alvèrnia-Roine-Alps. L'any 2007 tenia 1.538 habitants.

## Demografia

### Població
El 2007 la població de fet de Neuville-les-Dames era de 1.538 persones. Hi havia 584 famílies de les quals 172 eren unipersonals (108 homes vivint sols i 64 dones vivint soles), 192 parelles sense fills, 200 parelles amb fills i 20 famílies monoparentals amb fills.
La població ha evolucionat segons el següent gràfic:
Habitants censats

### Habitatges
El 2007 hi havia 664 habitatges, 598 eren l'habitatge principal de la família, 26 eren segones residències i 40 estaven desocupats. 527 eren cases i 137 eren apartaments. Dels 598 habitatges principals, 390 estaven ocupats pels seus propietaris, 191 estaven llogats i ocupats pels llogaters i 17 estaven cedits a títol gratuït; 8 tenien una cambra, 54 en tenien dues, 97 en tenien tres, 157 en tenien quatre i 282 en tenien cinc o més. 462 habitatges disposaven pel capbaix d'una plaça de pàrquing. A 261 habitatges hi havia un automòbil i a 292 n'hi havia dos o més.

### Piràmide de població
La piràmide de població per edats i sexe el 2009 era:
| Homes | Edats   | Dones |
| ----- | ------- | ----- |
| 0     | 95 o +  | 0     |
| 0     | 90 a 94 | 4     |
| 16    | 85 a 89 | 12    |
| 8     | 80 a 84 | 16    |
| 32    | 75 a 79 | 48    |
| 36    | 70 a 74 | 36    |
| 16    | 65 a 69 | 40    |
| 24    | 60 a 64 | 8     |
| 24    | 55 a 59 | 12    |
| 32    | 50 a 54 | 40    |
| 60    | 45 a 49 | 40    |
| 44    | 40 a 44 | 60    |
| 32    | 35 a 39 | 32    |
| 48    | 30 a 34 | 52    |
| 36    | 25 a 29 | 28    |
| 28    | 20 a 24 | 44    |
| 36    | 15 a 19 | 52    |
| 28    | 10 a 14 | 36    |
| 52    | 5 a 9   | 28    |
| 32    | 0 a 4   | 36    |

## Economia
El 2007 la població en edat de treballar era de 973 persones, 723 eren actives i 250 eren inactives. De les 723 persones actives 686 estaven ocupades (374 homes i 312 dones) i 37 estaven aturades (11 homes i 26 dones). De les 250 persones inactives 94 estaven jubilades, 91 estaven estudiant i 65 estaven classificades com a «altres inactius».

### Ingressos
El 2009 a Neuville-les-Dames hi havia 579 unitats fiscals que integraven 1.408,5 persones, la mediana anual d'ingressos fiscals per persona era de 17.993 €.

### Activitats econòmiques
Dels 71  establiments que hi havia el 2007, 1 era d'una empresa alimentària, 1 d'una empresa de fabricació de material elèctric, 7 d'empreses de fabricació d'altres productes industrials, 16 d'empreses de construcció, 10 d'empreses de comerç i reparació d'automòbils, 3 d'empreses de transport, 4 d'empreses d'hostatgeria i restauració, 2 d'empreses d'informació i comunicació, 4 d'empreses financeres, 2 d'empreses immobiliàries, 7 d'empreses de serveis, 9 d'entitats de l'administració pública i 5 d'empreses classificades com a «altres activitats de serveis».
Dels 20 establiments de servei als particulars que hi havia el 2009, 1 era una oficina de correu, 4 tallers de reparació d'automòbils i de material agrícola, 3 paletes, 2 guixaires pintors, 3 fusteries, 2 lampisteries, 2 perruqueries, 1 restaurant i 2 tintoreries.
Dels 3 establiments comercials que hi havia el 2009, 1 era una botiga de menys de 120 m², 1 una fleca i 1 una botiga de material de revestiment de parets i terra.
L'any 2000 a Neuville-les-Dames hi havia 43 explotacions agrícoles que ocupaven un total de 1.254 hectàrees.

## Equipaments sanitaris i escolars
El 2009 hi havia 1 hospital de tractaments de mitja durada (seguiment i rehabilitació) i 1 farmàcia.
El 2009 hi havia una escola elemental.

## Poblacions més properes
El següent diagrama mostra les poblacions més properes.